# 아체르노
아체르노(이탈리아어: Acerno)는 이탈리아 캄파니아주 살레르노도의 코무네다.